# Goli Taraghi
Zohreh Taraghi-Moghadam, känd under namnet Goli Taraghi (persiska: گلی ترقی), född 10 oktober 1939 i Teheran, Iran, är en iransk romanförfattare och novellförfattare. Hon är trespråkig och talar förutom sitt modersmål flytande franska och engelska. 

## Biografi
Goli Taraghis far Lotfollah Taraghi var parlamentsledamot, förläggare och journalist, och hennes mor tillhörde en framstående kulturell familj. Hon är född och uppvuxen i Teheran och gick på Drake University i USA och tog en grundexamen i filosofi. När hon återvände till Iran, tog hon en magisterexamen vid Teherans universitet 1967 och arbetade under hela 1960-talet som specialist i internationella relationer för Irans plan- och budgetorganisation. Hon gifte sig med den progressive filmregissören Hazhir Dariush som studerat filmvetenskap vid La Fémis (dåvarande Institut des Hautes Etudes Cinématographiques) i Paris. 
På 1970-talet fick hon anställning vid Teherans universitet där hon undervisade i filosofi, mytologi och symbolik. I slutet av årtiondet skilde hon sig från sin make som i samband den iranska revolutionen flyttade till Toulouse där han begick självmord 1995. 1980 bosatte sig Taraghi i Paris tillsammans med sina två barn. Hon har besökt Iran kontinuerligt under hela tiden i exil och hennes böcker har tryckts i åtskilliga upplagor.

## Verk i urval
- 1969, "Jag är också Che Guevera". persiska: Man ham Che Gevārā hastam. (novellsamling)
- 1973, "Vintersömn". persiska: Khāb-e zemestāni. (roman)
- 1994, "Strödda minnen". persiska: Khātereh-hā-ye parākandeh. (novellsamling)
- 2001, "Annan plats". persiska: Jā-ye digar. (novellsamling)
- 2002, "Två världar". persiska: Do donyā. (novellsamling)
- 2014 "Ny chans". persiska: Forsat-e digar. (noveller)
- 2018, "Återvändo". persiska: Bāzgasht. (roman)

Flera av Goli Taraghis noveller och romaner har översatts till andra språk, däribland engelska, franska och turkiska.

## Utmärkelser
Goli Taraghi är riddare av Arts et Lettres-orden i Frankrike.
2009 mottog hon utmärkelsen Second Annual Bita Prize for Persian Arts från Standford University för sitt författarskap.
Taraghis novell "La Grande Dame de mon âme" (original: Bozorgbānu-ye ruh-e man) nominerades 1986 till det franska Contre-Ciel-priset i kategorin bästa novell.